# Pavle Rakovec
Pavle (Pavel) Rakovec - Rači, slovenski gledališki in filmski igralec, * 8. januar 1943, Struževo, Kranj, Slovenija.
Je član Prešernovega gledališča Kranj. V manjših vlogah je nastopil v filmih Sreča na vrvici, Učna leta izumitelja Polža in Peta zaseda.
Večjo prepoznavnost je doživel v osemdesetih letih 20. stoletja, ko je pogosto nastopal v izstopajočih TV oglasih (Belinka, ...).
Leta 2011 je prejel Prešernovo plaketo za življenjsko delo.